# Walter Emanuel Jones
Walter Emanuel Jones (Detroit, 30 novembre 1970) è un attore statunitense.
È famoso soprattutto per aver interpretato il ruolo di Zack Taylor, il primo Black Ranger della serie TV Power Rangers.

## Biografia
Nato e cresciuto nella zona ovest di Detroit, si è diplomato alla Chula Vista High School. La sua vera vocazione è la danza, e infatti non solo ha studiato e insegnato a ballare la salsa, ma è anche stato vincitore dell'edizione 2004 del Mayan International Salsa Championship.
Al giorno d'oggi, è ancora in contatto con l'attore Austin St. John, suo ottimo amico fin dai tempi dei Power Rangers. È anche amico dell'attore Wally Wingert; è stato proprio Jones a convincere quest'ultimo a lavorare nei Power Rangers, ed ecco Wingert nei panni del Psycho Ranger blu nelle serie Power Rangers in Space e Power Rangers Lost Galaxy.
In un episodio di un talk-show americano, ha detto che, quando lo incontrava per la strada, la gente gli chiedeva principalmente perché lui, come afroamericano, era il Power Ranger nero e perché la ragazza asiatica (Thuy Trang) era diventata il Power Ranger giallo.
Nel giugno 2007 è apparso nella prima fiera dedicata ai Power Rangers, il Power Morphicon, svoltosi a Los Angeles. Jones è comparso nei panni di ospite a sorpresa.

### Carriera artistica
Jones è famoso soprattutto per aver interpretato il ruolo del primo Power Ranger nero, Zack Taylor. Lascia la serie nel mezzo della seconda stagione, si dice per dei disaccordi riguardanti il suo stipendio. Nella serie, la sua partenza viene giustificata dicendo che Zack, assieme a Trini e Jason, è stato scelto tra molti ragazzi di Angel Grove per un progetto umanitario in Svizzera. Jones viene sostituito da Johnny Yong Bosch.
Jones ritorna nel mondo dei Power Rangers in Power Rangers Lost Galaxy, dove doppia uno dei mostri della serie; ma il curriculum di Walter Jones non è fatto solo di Power Rangers: ha cominciato con una comparsata nel film Chi non salta bianco è ed è apparso anche nel film su Malcolm X. Il resto sono serie televisive trasmesse sia in America che in tutto il mondo, come Sabrina, vita da strega, Buffy l'ammazzavampiri o CSI - Scena del crimine.

## Filmografia

### Cinema
- Chi non salta bianco è (White Men Can't Jump), regia di Ron Shelton (1992)
- Malcolm X, regia di Spike Lee (1992)
- Talisman, regia di David DeCoteau (1998)
- Il fiore del silenzio, (The Gardener) regia di James D.R. Hickox (1998)
- Suckers, regia di Roger Nygard (1999)
- The Dogwalker, regia di Paul Duran (1999)
- Il fratello grande, regia di Aleksej Oktjabrinovič Balabanov (2000)
- Amore e pallottole, (Love and a Bullet) regia di Paul Duran (2002)
- American Gun, regia di Alan Jacobs (2002)
- Vite da popstar (Popstar: Never Stop Never Stopping), regia di Akiva Schaffer (2016)
- House Party, regia di Calmatic (2023)

### Televisione
- Beverly Hills 90210 – serie TV, (1990)
- Power Rangers (Mighty Morphin Power Rangers) – serie TV, 82 episodi (1993-1999)
- Una bionda per papà (Step by Step) - serie TV, 1 episodio (1995)
- The Parent 'Hood - serie TV, 1 episodio  (1995)
- 8 sotto un tetto (Family Matters) - serie TV, 1 episodio (1995)
- I ragazzi di Malibu (Malibu Shores) – serie TV, 10 episodi (1996)
- Space Cases - serie TV, 27 episodi (1996-1997)
- The Burning Zone - serie TV, 1 episodio (1997)
- Sabrina, vita da strega (Sabrina the Teenage Witch) - serie TV, 1 episodio (1997)
- Brink! Sfida su rotelle (Brink!), regia di Greg Beeman – film TV, (1998)
- Ultime dal cielo (Early Edition) - serie TV, 1 episodio (1999)
- Mutiny - regia di Kevin Hooks – film TV,(1999)
- In the House - serie TV, 1 episodio (1999)
- Buffy l'ammazzavampiri (Buffy the Vampire Slayer) - serie TV, 1 episodio (1999)
- Power Rangers Lost Galaxy – serie TV, 1 episodio (1999)
- NYPD - New York Police Department (NYPD Blue) – serie TV, 1 episodio (2000)
- G vs E – serie TV, 1 episodio (2000)
- Moesha – serie TV, 2 episodi (2001)
- Spyder Games – serie TV, 4 episodi (2001)
- Off Centre – serie TV, 1 episodio (2001)
- CSI - Scena del crimine (CSI: Crime Scene Investigation) – serie TV, 1 episodio (2002)
- Power Rangers Wild Force – serie TV, 1 episodio (2002)
- The Shield – serie TV, 3 episodio (2002)
- Cacciatori di zombi (House of the Dead 2), regia di Michael Hurst film TV, (2005)
- Power Rangers - Una volta e per sempre (Mighty Morphin Power Rangers: Once & Always) – serie TV, 1 episodio (2023)

## Doppiatori italiani
Nelle versioni in italiano delle opere in cui ha recitato, Walter Emanuel Jones è stato doppiato da:
- Nicola Bartolini Carrassi in Power Rangers
- Renato Novara in Power Rangers - Una volta e per sempre
- Alessandro Quarta in The Shield
- Nanni Baldini in 8 sotto un tetto
- Luigi Ferraro in Buffy l'ammazzavampiri